# چکچک سیاه

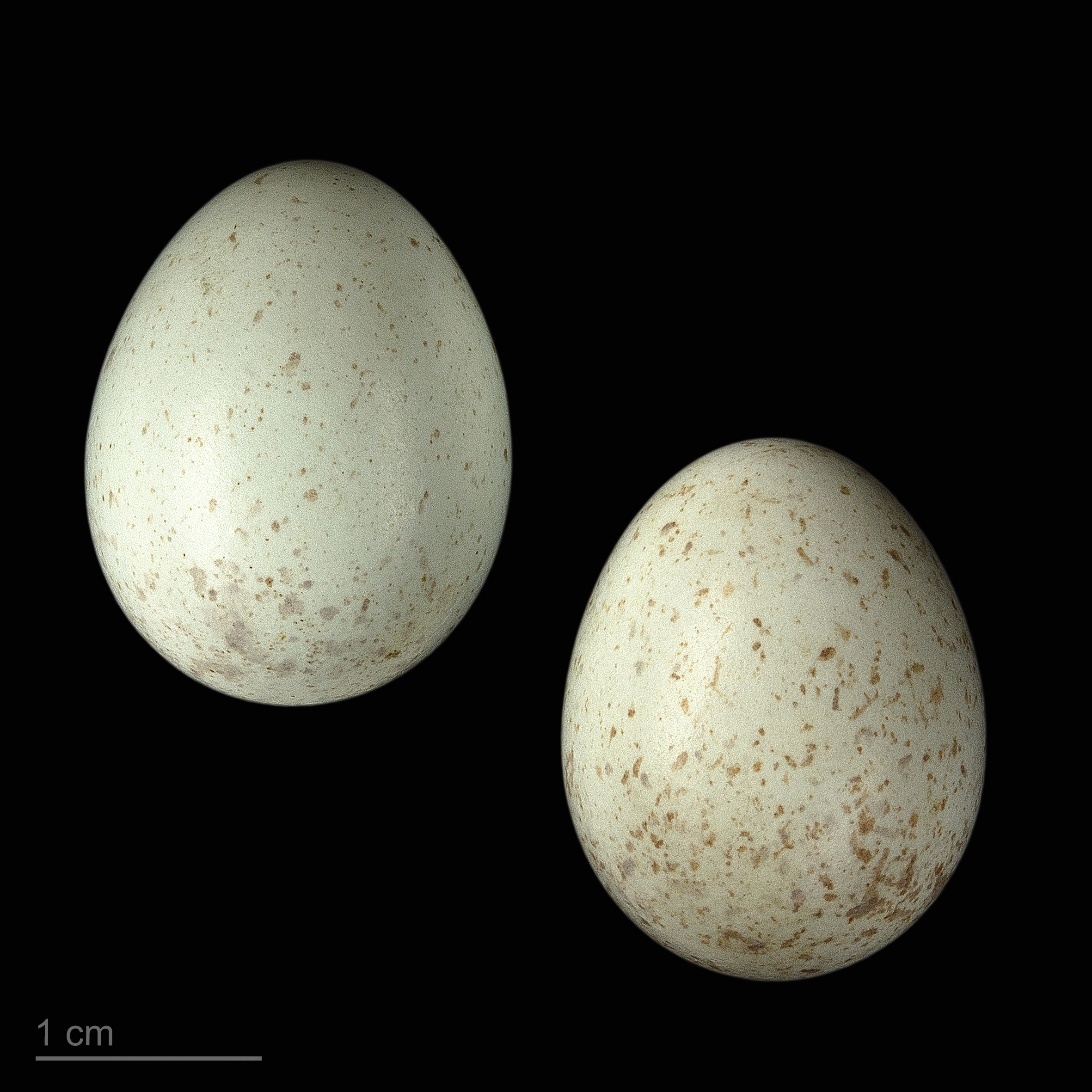
Oenanthe leucura leucura

چکچک سیاه (نام علمی: Oenanthe leucura) نام یک گونه از سرده چکچک است. این پرنده یکی از کوچک ترین عضو های گنجشک سانان است.